# Etiópia nos Jogos Olímpicos de Verão de 1960
A Etiópia participou dos Jogos Olímpicos de Verão de 1960 em Roma, Itália. Abebe Bikila ganhou a primeira medalha olímpica do país ao vencer a Maratona.

## Medalhistas

### Ouro
- Abebe Bikila — Atletismo, Maratona masculina